# Gustavus Woodson Smith
Gustavus Woodson Smith (1. januar 1822 – 4. juni 1896 var officer i den amerikanske hær, general i sydstatshæren under den amerikanske borgerkrig og kortvarigt krigsminister i Amerikas Konfødererede Stater.

## Unge år
Smith var søn af Byrd og Sarah Hatcher (Wodson) Smith. Han tog eksamen fra West Point i 1842 som nr. 8 i en årgang på 45. Den 3. oktober 1844 giftede han sig med Lucretia Bassett (død 1881). De fik ingen børn.
I 1845 blev Smith udnævnt til sekondløjtnant i ingeniørkorpset. Han gjorde tjeneste i den Mexicansk-amerikanske krig og blev tre gange forfremmet. Han deltog i slagene ved Veracruz, Cerro Gordo, Contreras, Chrurubusco og Chapultepec. Mellem 1849 og 1854 underviste han i ingeniørvæsen på West Point. Derefter flyttede han i 1854 til New Orleans for at deltage i guvernør John A. Quitmans felttog mod fribytterne på Cuba. I 1856 rejste han til New York og var indtil 1858 chefingeniør for jernværket i Trenton. Derefter var han i 1858–1861 ansvarlig for vejvæsenet i New York.

## Borgerkrigen
Smiths hjemstat Kentucky erklærede sig neutral i borgerkrigen, men nogle måneder efter krigens udbrud tog Smith til Richmond for at gøre tjeneste i
Sydstaternes hær. Den 19. september 1861 blev han udnævnt til brigadegeneral og senere blev han forfremmet til generalmajor. Han kommanderede højre fløj af Army of Northern Virginia under Peninsula kampagnen. Da general Joseph E. Johnston blev alvorligt såret på første dag af Slaget ved Seven Pines den 31. maj 1862, måtte Smith overtage kommandoen over hele hæren. Det udløste straks et nervesammenbrud for ham, og dagen efter blev han udskiftet med general Robert Edward Lee.
Fra 17. november-20. november 1862 var han fungerende krigsminister. Smith lå i strid med præsident Jefferson Davis, og han blev sendt til Charleston i South Carolina, hvor han kom til at gøre tjeneste under general P.G.T. Beauregard. Han trådte ud af hæren den 17. februar 1863, fordi det irriterede ham, at han til stadighed kom til at gøre tjeneste under officerer med lavere anciennitet. Derefter var han inspektør ved Etowah Mining & Manufacturing Company i Georgia. Fra juni 1864 til krigens slutning var han brigadegeneral i staten Georgias milits og deltog i en række kampe i Georgia, hvor han førte sine tropper effektivt og virkningsfuldt. Han overgav sig i april 1865 i Macon i Georgia og blev løsladt kort efter krigens slutning.

## Efter krigen
Fra 1866 til 1870 var Smith inspektør i et jernværk i Chattanooga i Tennessee, og fra 1870 til 1875 var han forsikringsinspektør i Kentucky. I 1876 vendte han tilbage til New York City, hvor han udgav en række bøger, f.eks. Confederate War Papers (1884) og The Battle of Seven Pines (1891). Han døde i New York den 4. juni 1896 og blev begravet på Cedar Grove Cemetary i New London, Connecticut.